# Infernal Noise Brigade
Infernal Noise Brigade (INB) is een 15-koppige band uit Seattle. De band werd in 1999 opgericht tijdens de WTO-top in die stad.
De mobiele marsband speelt voornamelijk tijdens demonstraties, en brengt dan een mix van onder meer Afrikaanse drumritmes, samba en fanfaremuziek ten gehore. Naast de WTO-demonstraties in Seattle speelde de band onder meer in Cancún (2003) en tijdens de betogingen tijdens de G8 in 2005.